# Jeff Berlin
Jeff Berlin (New York, 17 gennaio 1953) è un bassista statunitense che, a partire dalla metà degli anni settanta, si è guadagnato una grande reputazione come virtuoso del basso elettrico. Viene talvolta citato come uno dei migliori bassisti viventi.

## Biografia
Jeff Berlin è figlio d'arte (suo padre era cantante d'opera lirica e sua madre era pianista). Da piccolo era considerato un prodigio al violino, e passò al basso a 14 anni. Ha studiato basso, tra l'altro, al Berklee College of Music di Boston.
A partire dagli anni '70 Berlin ha cominciato a suonare con musicisti famosi e a pubblicare album solisti. Ha suonato per diversi anni con Bill Bruford (batterista di Yes e King Crimson e fondatore degli UK) ed è noto che rifiutò un invito a entrare nella band Van Halen. Ha suonato, dal vivo e in studio, con artisti come Pat Metheny, Van Halen, Rush, Stanley Clarke, Yes (Anderson Bruford Wakeman Howe), Allan Holdsworth, Kazumi Watanabe. Fra i suoi album solisti si possono citare Pump it!, Taking Notes, In Harmony's Way e Lumpy Jazz. In un suo video didattico può vantare la collaborazione alla chitarra del giovane e già virtuoso Frank Gambale, oltre a quella del celebre batterista Vinnie Colaiuta.
Lo stile di Berlin è fortemente legato alla fusion, ed è paragonabile a quello di Jaco Pastorius, sebbene Berlin suoni un basso con tasti (anziché fretless) e abbia preso più volte le distanze dagli imitatori di Pastorius.
La Dean Guitars ha realizzato un basso elettrico con la firma di Berlin. Anche la Cort ha realizzato una serie di bassi a 4 e 5 corde da lui progettati (Rithimic Series). Inoltre la Mark Bass, azienda produttrice di amplificatori dedicati al basso, gli ha dedicato un amplificatore: il Mark Bass CMD 151 P Combo Jeff Berlin.
Jeff Berlin è anche noto come critico musicale e si interessa di didattica in campo musicale. Fu membro fondatore del Bass Institute of Technology di Los Angeles e, più tardi, della Players School of Music di Clearwater in Florida. Scrive regolarmente articoli ed editoriali per molte riviste del settore, inclusa la Bass Player Magazine.